# Gran Premio de Donington

Mapa de la pista de Donington Park a finales de los años 30.

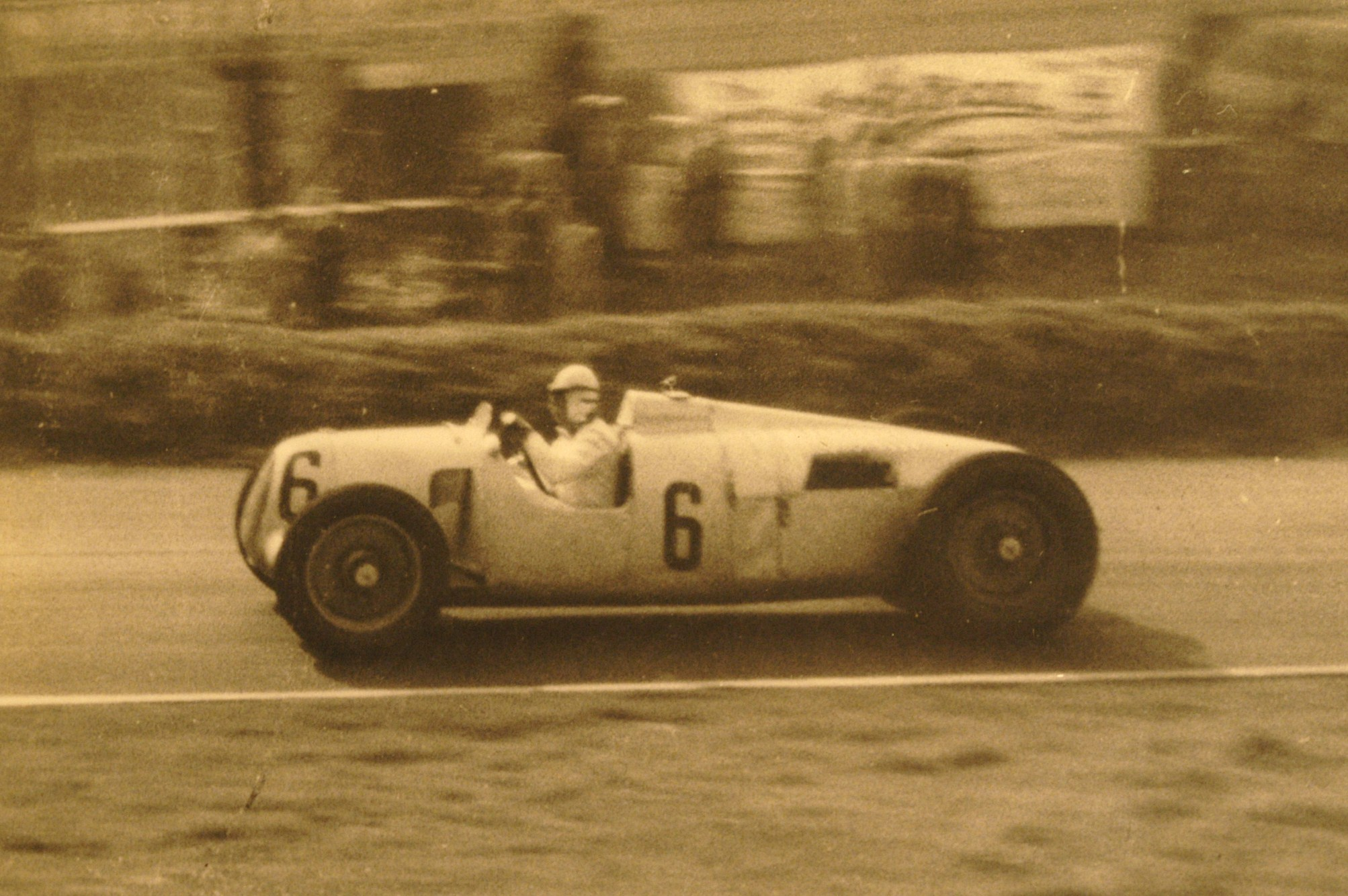
Un Auto Union en la edición de 1937 de esta competencia.

El Gran Premio de Donington fue un Gran Premio de automovilismo celebrado entre 1935 y 1938 en el circuito de Donington Park en Leicestershire, Reino Unido.
El Gran Premio de Donington se celebró solo cuatro veces, pero rápidamente saltó a la fama como una de las carreras más importantes de Europa. Se planeó una quinta carrera para septiembre de 1939, pero se canceló debido al comienzo de la Segunda Guerra Mundial.
Las dos primeras ediciones se disputaron a 120 vueltas en un trazado de 4.100 km, mientras que las dos últimas a 80 vueltas en una pista extendida a 5 km. El evento siempre se celebró en octubre.
Aunque no se considera un Gran Premio de Gran Bretaña oficial, se considera que el Gran Premio de Donington tiene un nivel de importancia similar. Fue el único Gran Premio internacional importante celebrado en el Reino Unido durante la década de 1930, y allanó el camino para el ascenso del Reino Unido a la prominencia internacional en el automovilismo de Gran Premio después de la Segunda Guerra Mundial.
Aunque el circuito en Donington Park se cerró en 1939 debido a la guerra, cuando fue requisado por el Ministerio de Defensa y se convirtió en un depósito de vehículos militares, se reabriría en 1977, y las carreras de Gran Premio de alto nivel regresaron para el Gran Premio de Europa de Fórmula 1 de 1993.

## Ganadores
| Año     | Piloto                     | Constructor | Resultados |
| ------- | -------------------------- | ----------- | ---------- |
| 1935    | Richard Shuttleworth       | Alfa Romeo  | Resultados |
| 1936    | Hans Ruesch Richard Seaman | Alfa Romeo  | Resultados |
| 1937    | Bernd Rosemeyer            | Auto Union  | Resultados |
| 1938    | Tazio Nuvolari             | Auto Union  | Resultados |
| Fuente: |                            |             |            |